# New Limerick (Maine)
New Limerick – miasto w Stanach Zjednoczonych, w stanie Maine, w hrabstwie Aroostook.